# Chemin de fer Soleure–Niederbipp
Le Chemin de fer Soleure – Niederbipp, (en allemand Solothurn–Niederbipp-Bahn, abrégé SNB) est une des lignes ferroviaires qui composent les Aare Seeland mobil (ASm).

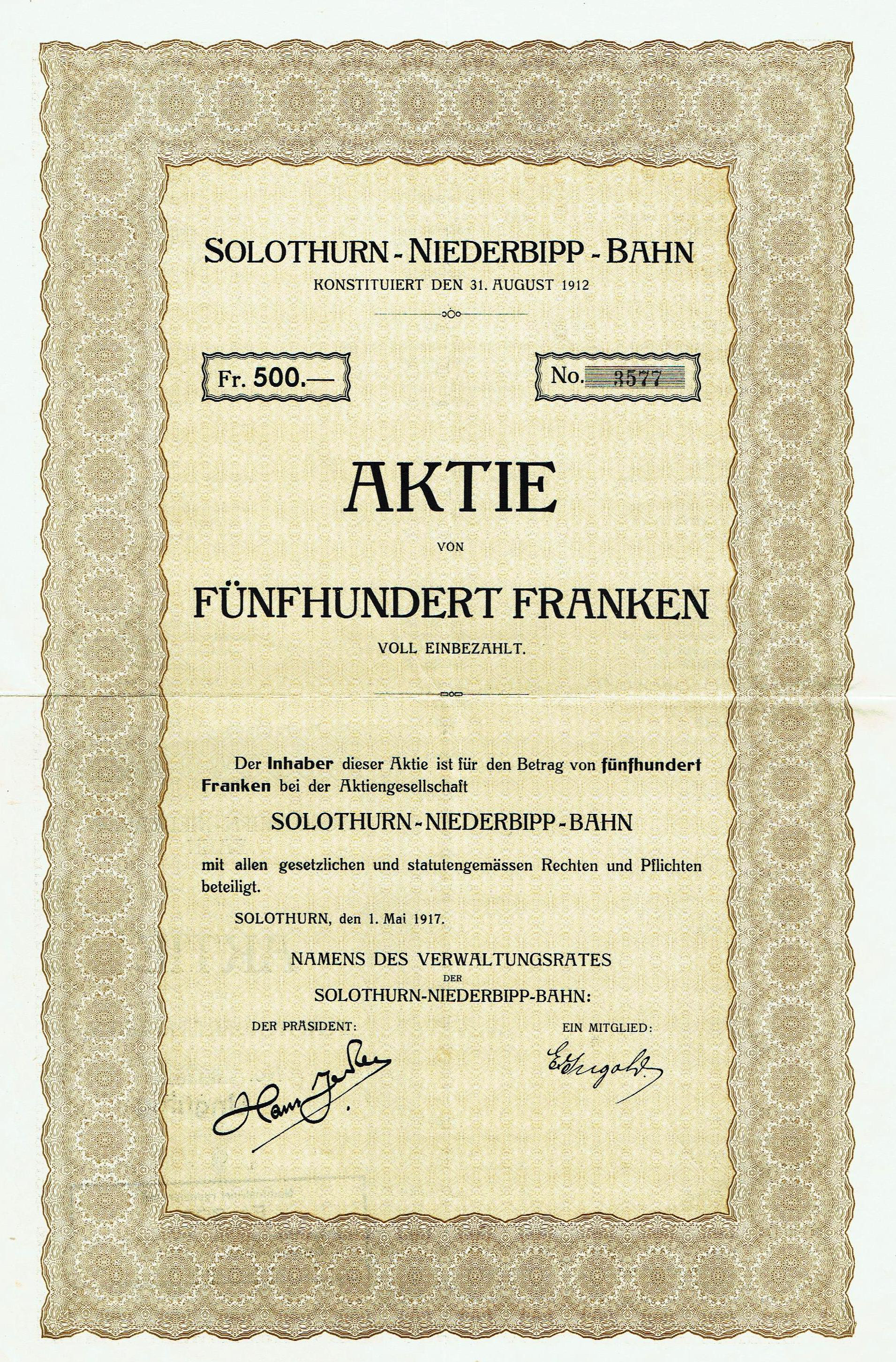
Action de la Chemin de fer Soleure–Niederbipp en date du 1. Mai 1917

## Historique

### Chronologie
- 9 janvier 1918 : mise en service Niederbipp – Solothurn Baseltor (Porte de Bâle) ;
- 7 septembre 1925 : ouverture Solothurn Baseltor – Solothurn ;
- 1er janvier 1999 : fusion avec effet rétroactif du SNB avec les Regionalverkehr Oberaargau (RVO, transports régionaux de la Haute-Argovie), le Biel–Täuffelen–Ins (BTI) et les Oberaargauische Automobilkurse (OAK, courses automobiles de la Haute-Argovie) ; naissance de l'Aare Seeland mobil (ASm).